# روبرت كيركمان
روبرت كيركمان (بالإنجليزية: Robert Kirkman) مواليد (30 نوفمبر، 1978)، كاتب قصص مصورة أمريكي، إشتَهَر بكتابتهِ سلسلة القصص المصورة الموتى السائرون وإنفينسبل لشركة إيميج كومكس، بالإضافة إلى كتابتهِ ألتيمت إكس-مين ومارفل زومبيس لشركة مارفل كومكس.

## أبرز أعماله
كتب كيركمان العديد من الكتب المصورة حول بعضها إلى إنتاجات تلفزيونية:

## حياته الشخصية
يعيش كيركمان وزوجتهُ في كنتاكي، ولديهما ابن واحد سماه بيتر باركر تيمناً باسم شخصية البطل الخارق الرجل العنكبوت.

## وصلات خارجية
- روبرت كيركمان على موقع IMDb (الإنجليزية)
- روبرت كيركمان على موقع ألو سيني (الفرنسية)
- روبرت كيركمان على موقع ميوزك برينز (الإنجليزية)
- روبرت كيركمان على موقع أول موفي (الإنجليزية)
- روبرت كيركمان على موقع قاعدة بيانات الفيلم (الإنجليزية)
- روبرت كيركمان على موقع كينوبويسك (الروسية)

قالب:Marvel Zombies